# بوڨا
بُوڤَا (بالفرنسية: Boga، وهي اختصار boisson gazeuse، أي مشروب غازي)‏ هو مشروب غازي تونسي تنتجه شركة صنع المشروبات بتونس. كانت تسوق باسم بُوڤَا سِيدِر حتى لايتم الخلط بينها وبين بوقا ليموناضة (بوقة بيضة ب العامية التّونسية). لا يحتوي على أي مواد كحولية رغم أن سيدر يعني بالفرنسية مشروب كحولي يتم استخراجه من التفاح.

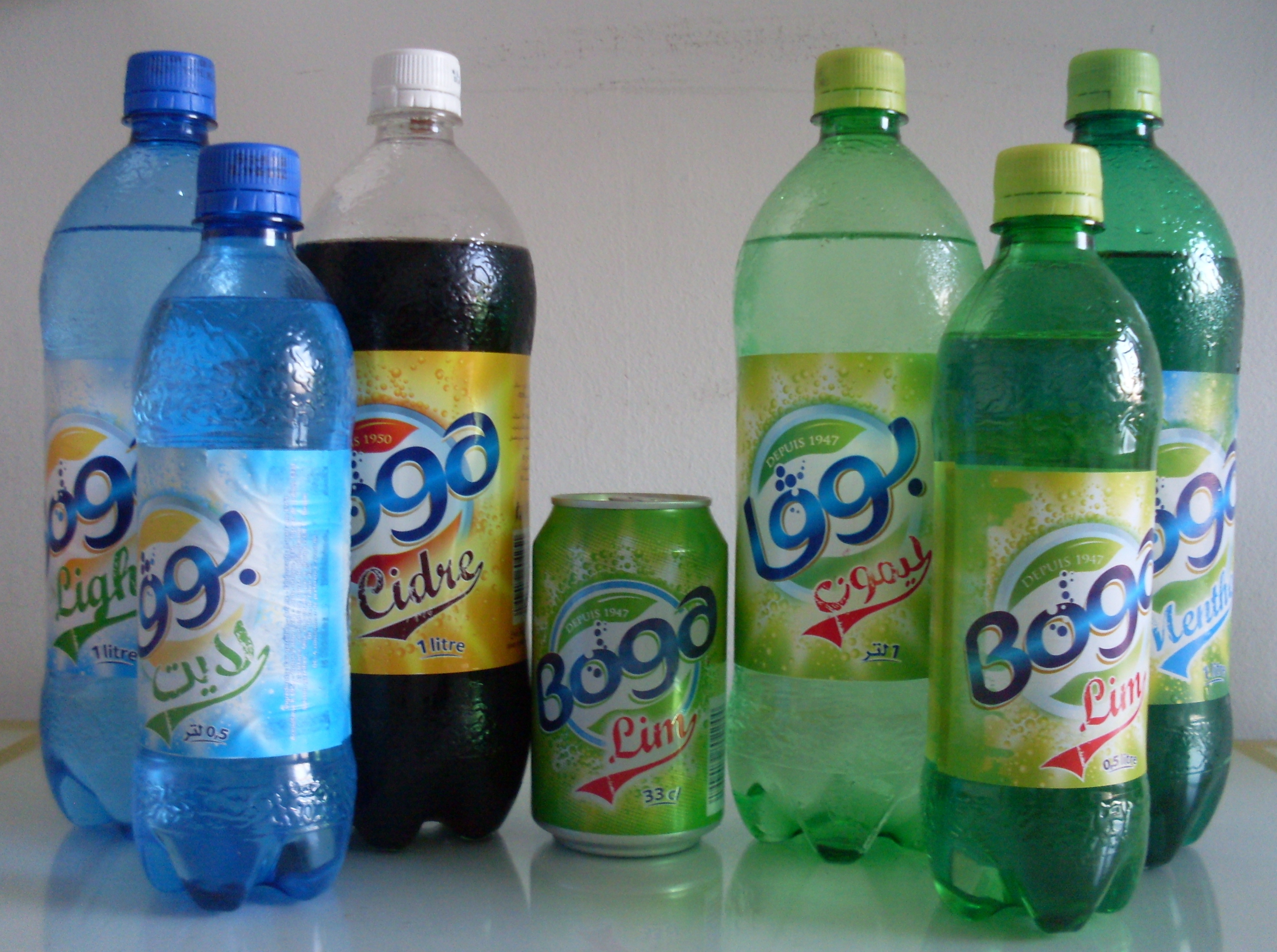
جزء من منتوجات بُوڤَا

## منتوجات بوقا
| المنتوج    | المواصفات | المقادير | المقادير | المقادير | المقادير |
| ---------- | --------- | -------- | -------- | -------- | -------- |
| بوقا سيدر  | لون أسود  | 30 صل    | 0.5 ل    | 1 ل      | 1.5 ل    |
| بوقا ليمون | لون أبيض  | 30 صل    | 0.5 ل    | 1 ل      | 1.5 ل    |
| بوقا لايت  | شفاف      | 30 صل    | 0.5 ل    | 1 ل      | 1.5 ل    |

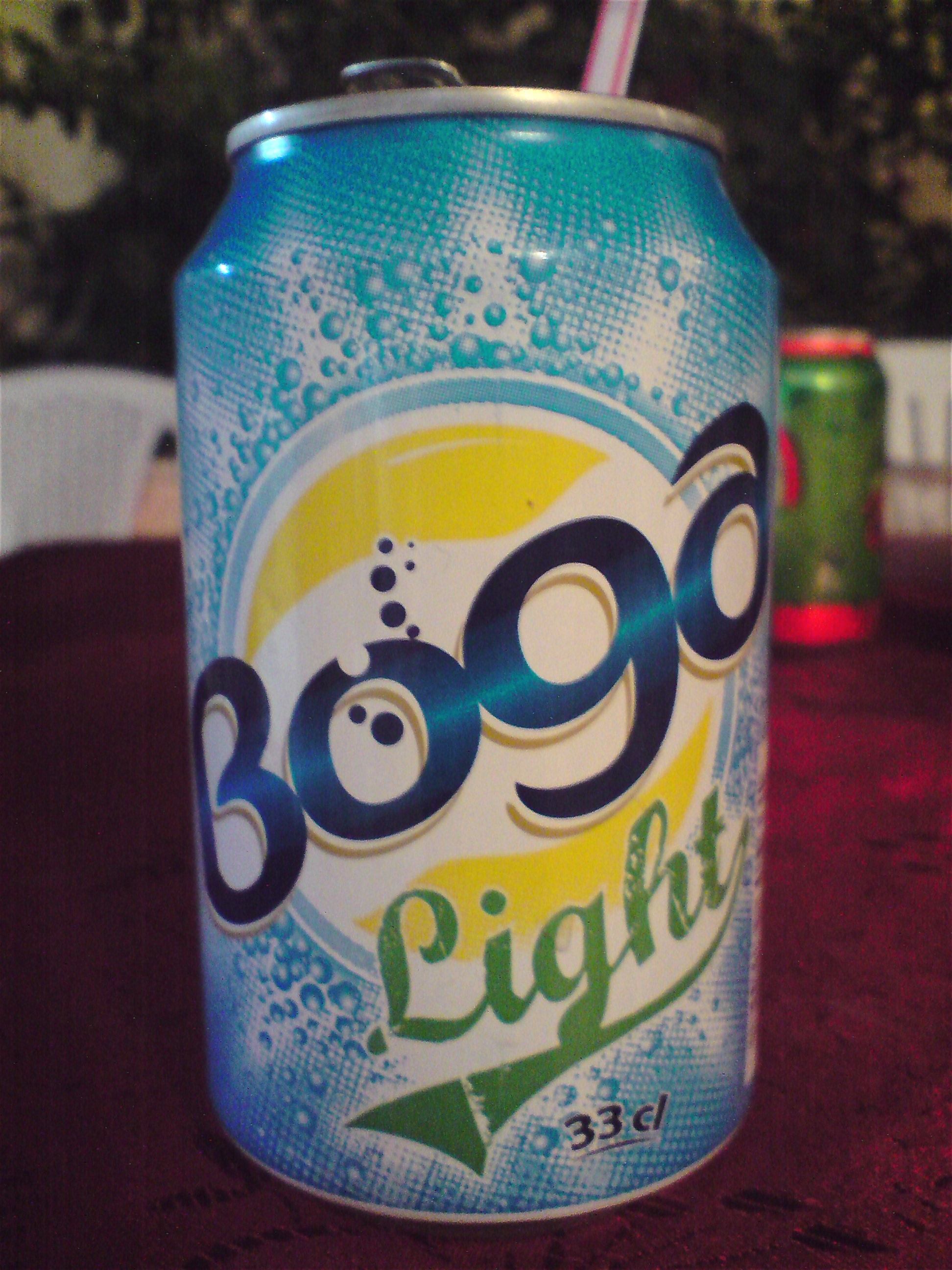
علبة بوقا لايت 30صل
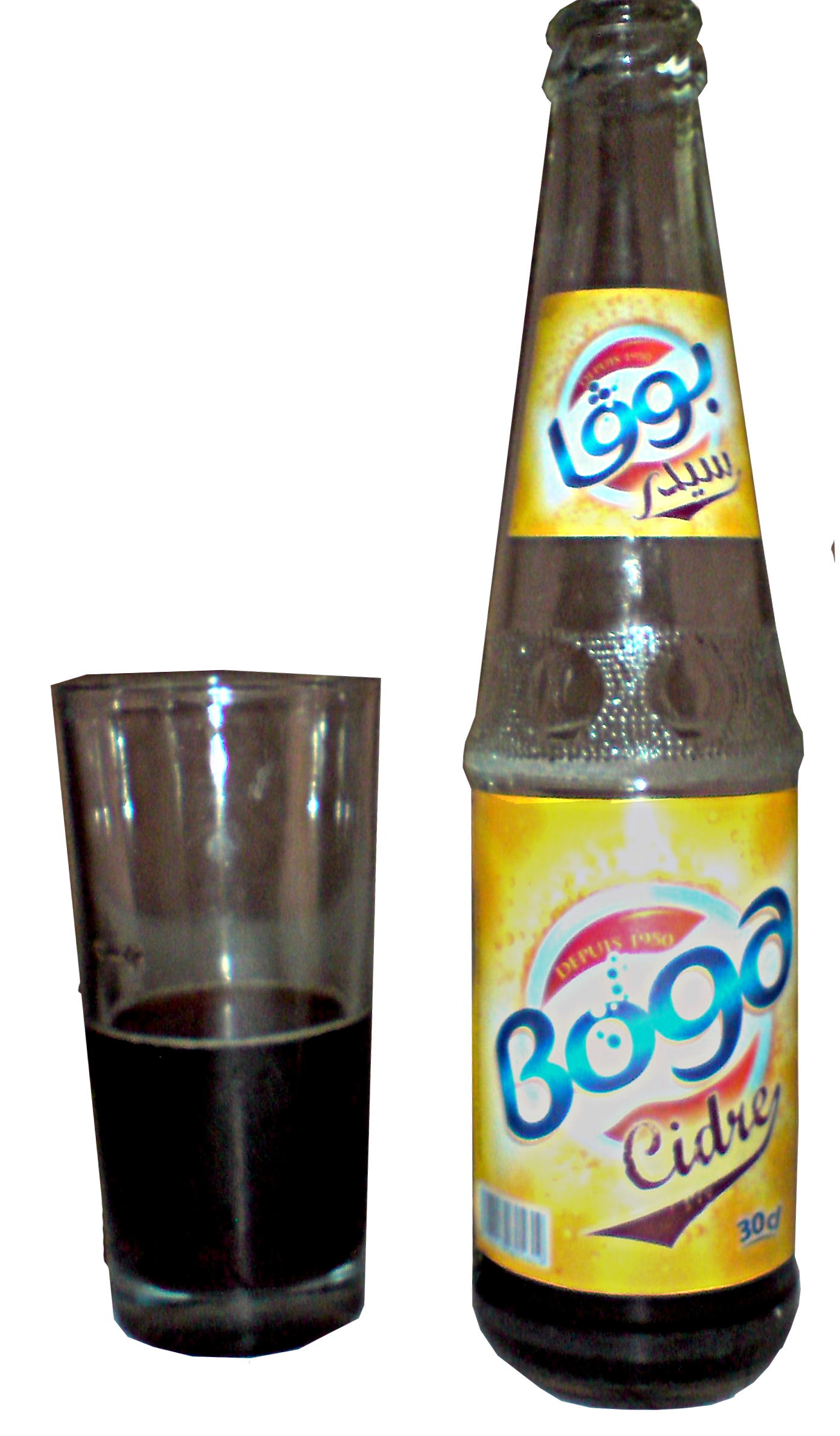
قارورة بوقا سيدر 0.5ل
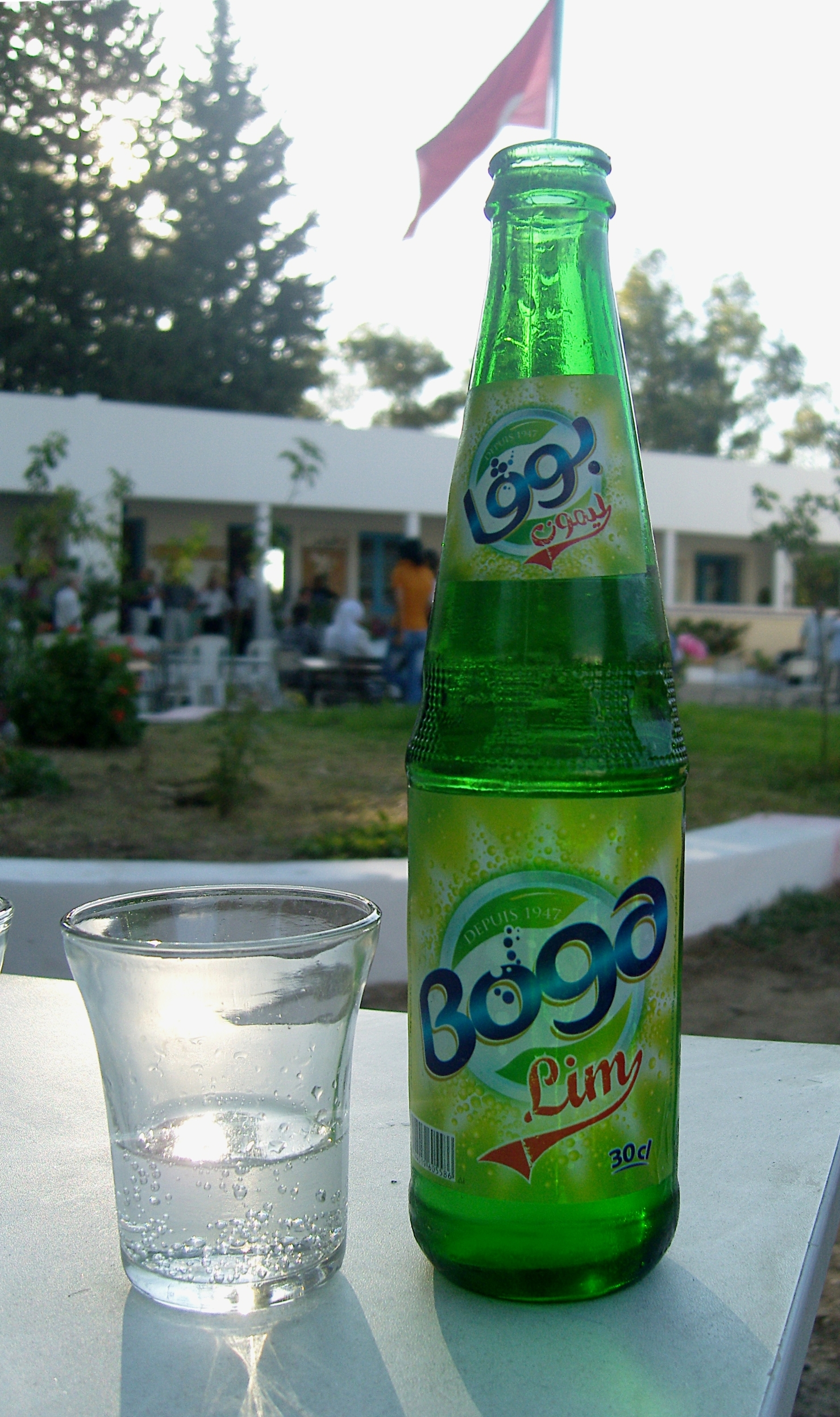
قارورة بوقا ليمون 0.5ل